# De prinses van Zonderland
De prinses van Zonderland is het zevende album in de stripreeks van W817. Het scenario is geschreven door Hec Leemans en het album is getekend door Luc Van Asten en Wim Swerts. De strip werd in 2005 uitgegeven door Standaard Uitgeverij.

## Het verhaal
Zoë ontvangt een eigenaardige brief van ene Hendrik de Goede. Hij is een soort van rechterhand van de Prinses van Zonderland. Deze is echter gestorven en heeft geen erfgenamen nagelaten. Nadat hij veel opsporingswerk had gedaan, bleek de nieuwe prinses Zoë te zijn. De weg naar Zonderland is echter niet zonder gevaren. Wanneer ze ten slotte aangekomen zijn in Zonderland blijkt er intussen een burgeroorlog aan de gang geweest te zijn en is Hendrik de Goede verdwenen. Zoë en de rest proberen de opstandelingen de kop in te drukken met hulp van de lokale bevolking.

## Hoofdpersonages
- Jasmijn De Ridder
- Akke Impens
- Zoë Zonderland
- Carlo Stadeus
- Birgit Baukens
- Tom Derijcke
- Steve Mertens

## Gastpersonages
- Hendrik de Goede
- Buttox
- Prinses Zorah
- Ottoman de Zwarte
- Zigoto
- Tita
- Antje
- Helmut

## Trivia
- In het album De prinses van Zonderland zegt Steve dat hij een oom heeft die worstenfabrikant is, later op het busje kunnen we de naam Boma worst lezen. Een verwijzing naar Balthasar Boma uit de F.C. De Kampioenen-reeks.
- De middeleeuwse bakker lijkt zeer erg op het personage Piet Piraat.